# Betazoidi
I Betazoidi (in inglese Betazoids) sono una specie umanoide immaginaria dell'universo fantascientifico di Star Trek, originari del pianeta Betazed.

## Caratteristiche
La fisionomia betazoide è del tutto simile a quella degli Umani, con l'eccezione che le iridi degli occhi sono completamente nere ed i Betazoidi maschi non possiedono la barba. Attorno alla pubertà, i Betazoidi sviluppano i poteri empatici e telepatici che li caratterizzano; alcuni di essi, tuttavia, hanno già alla nascita tali poteri, il che comporta che tali individui percepiscano in età infantile i sentimenti altrui senza volerlo (rumore di fondo). Sebbene tali soggetti vengano considerati "prodigi" in quanto più percettivi, essi da bambini non sono in grado di gestire ed assimilare i pensieri e le sensazioni altrui in maniera razionale e finiscono per esserne sopraffatti, presentando durante l'adolescenza e l'età adulta disturbi psichici che li portano ad isolarsi il più possibile per non venire disturbati.
Secondo le regole di "convivenza civile", i Betazoidi non possono leggere nella mente altrui senza previo consenso. L'individuo betazoide viene addestrato all'uso corretto dei suoi poteri già dall'infanzia per permettere un miglior utilizzo degli stessi.
La sede delle capacità telepatiche dei Betazoidi è nel cervelletto e nella corteccia cerebrale. I Betazoidi non sono in grado di leggere le menti dei Ferengi, dei Breen, degli Ulliani e dei Dopteriani, probabilmente a causa delle profonde differenze fisiologiche, tra le quali il cervello diviso in quattro lobi anziché due; però in un episodio della serie Star Trek: The Next Generation il consigliere Troi afferma che riesce a sentire lo stato d'animo di Daimon Gas, anche se viene sempre affermato che i Betazoidi non possono sentire né i pensieri né gli stati d'animo dei Ferengi. Il normale periodo di gestazione dei Betazoidi è di dieci mesi standard e alcune volte le madri possono sentire i pensieri del bambino che portano in grembo.
I Betazoidi possono essere "incrociati" con gli Umani, anche se ciò agisce da inibitore, almeno parziale, per le capacità telepatiche ed empatiche. 
Vi sono poi casi in cui i Betazoidi maschi non sviluppano affatto la telepatia né l'empatia, anche se ciò avviene molto raramente. 
Nella mezz'età (50-60 anni) le donne betazoidi vanno incontro alla cosiddetta "fase", corrispondente, nelle donne umane, alla menopausa, ma al contrario di ciò che avviene per la razza umana, in tale periodo la loro attività sessuale può anche quadruplicare. Questo spinge la donna betazoide a soddisfare con più frequenza i bisogni sessuali con il proprio partner o, in mancanza di quest'ultimo, andare alla ricerca di un compagno. Un'altra patologia a cui i Betazoidi sono soggetti con il passare degli anni è la "febbre Zanthi", che causa la perdita del controllo dei poteri telepatici e una vera e propria proiezione delle proprie emozioni all'esterno, anche su altri individui. La "febbre Zanthi" colpisce principalmente i soggetti betazoidi di una certa età.
Benché normalmente comunichino tramite la telepatia, i Betazoidi hanno anche l'uso della parola, utile soprattutto per comunicare con le razze non telepatiche, sebbene in molti casi la reputino una qualità superflua e non la usino di frequente per interagire fra di loro, al punto che alcuni Betazoidi appartenenti alle classi sociali più umili, non allenando a sufficienza la parola sono di conseguenza praticamente muti, riuscendo a comunicare solo con il pensiero.

## Cultura
Fin dalle origini, Betazed era governato da un governo aristocratico, al cui vertice stavano i componenti delle Venti Case di Betazed (Deanna Troi, ad esempio, appartiene alla Quinta). 
Molti aspetti della cultura di Betazed lasciano intendere che il sistema di governo, almeno in origine, fosse matriarcale. Infatti quasi tutte le figure di spicco nella storia del pianeta sono donne, spesso è la donna a scegliere il proprio compagno, e può sposarsi molte volte, mentre l'uomo gode di meno privilegi e raramente ricopre incarichi di rilievo. Si presume che questo derivi dal fatto che nelle donne betazoidi le capacità telepatiche sono in genere più sviluppate rispetto agli uomini.  Sebbene abbiano in seguito raggiunto la parità dei sessi, si nota come la donna sia in generale tenuta in maggior considerazione rispetto all'uomo. 
È tradizione che, durante un matrimonio, tutti coloro che assistono o che vi prendono parte siano completamente nudi. Soltanto la sposa può portare una fascia bianca attorno alla testa. Questo vuole forse significare che gli sposi non si nascondono nulla e sono pronti a mostrarsi così come sono. Molto spesso tali matrimoni sono combinati secondo il vincolo genetico: fin dalla culla, i genitori scelgono un partner per il figlio affinché i bambini nati dall'unione non siano affetti da tare di alcun tipo.

## Betazoidi celebri
- Deanna Troi: consigliere (counselor) a bordo della USS Enterprise D ed E, in Star Trek: The Next Generation e nei quattro film da essa derivati con protagonista l'equipaggio capitanato da Jean-Luc Picard, oltre che come guest star in Star Trek: Picard.
- Lwaxana Troi: custode del Sacro Calice di Rixx, Erede del Sacro Anello di Betazed, Ambasciatrice di Betazed, madre di Deanna Troi, fervente ammiratrice del capitano Picard, in Star Trek: The Next Generation, e di Odo, in Star Trek: Deep Space Nine.
- Signor Homn. È il fedele valletto di Lwaxana Troi e compare in ogni episodio assieme alla sua padrona. Proviene da una famiglia che da generazioni serve la casata di Lwaxana. Caratterizzato dall'alta statura, la carnagione grigiastra e l'assenza pressoché totale della parola, oltre che da una passione per le bevande alcoliche.[9]
- Suder: membro dei Maquis e in seguito parte dell'equipaggio della Voyager. Suder è apparentemente privo di capacità telepatiche, e questo suo deficit rispetto agli altri Betazoidi lo ha portato ad essere emarginato sul suo pianeta e a sviluppare nel contempo una serie di turbe ossessive, manie di persecuzione e violenza repressa. Tutto ciò ha prodotto in lui uno sdoppiamento della personalità: una parte di lui è normale e remissiva, l'altra è irascibile e violenta.[10]